# Nessun dorma

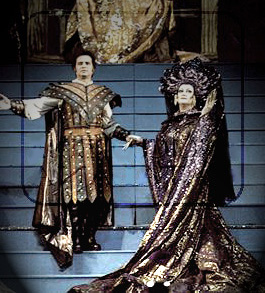
Caballé și Lavirgen în rolurile lui Turandot și Calaf.

Nessun dorma (în limba română, Nimeni să nu doarmă) este o arie din actul final al operei Turandot, a compozitorului italian Giacomo Puccini. Este una dintre cele mai cunoscute arii pentru tenori dintre toate ariile de operă din toate timpurile. Aria este interpretată de personajul Calaf, Il principe ignoto (principele necunoscut), care se îndrăgostește la prima vedere de frumoasa, dar distanta prințesă Turandot. Oricum, era un fapt cunoscut public că orice bărbat care ar fi dorit să o ia de soție trebuia să răspundă la trei dintre întrebările sale ghicitoare. Dacă nu răspundea corect, pețitorul era decapitat. 
Deși în actul anterior Calaf răspunsese corect la cele trei ghicitori ale prințesei Turandot, aceasta ezită în a se căsători cu acesta, implorându-l pe tatăl său, împăratul Chinei, să nu o mărite cu pețitorul. Calaf acceptă ideea că prințesa nu-l iubește și nu vrea să o forțeze să se mărite cu el. În același timp, ridică ștacheta dificultății situației prin a oferi un alt fel de ghicitoare. Dacă prințesa va ghici până la răsăritul soarelui numele prințului necunoscut, Calaf, acesta acceptă să fie executat, iar dacă prințesa nu va ghici, va trebui să se căsătorească cu el. Făcând contrapropunerea, Calaf îngenunchează în fața prințesei, iar tema Nessun dorma începe cu cuvintele Il mio nome non sai! (Numele meu nu-l știi!) Cruda și recea Turandot ordonă tuturor supușilor săi să nu doarmă deloc încercând a afla numele pețitorului. Dacă nu vor fi în stare să afle numele acestuia, toți vor fi uciși. 

## Aria
Odată cu începerea actului final, este deja întuneric, este noaptea rezolvării ghicitorii prințului pețitor. Calaf este singur în grădina palatului sub lumina lunii. În depărtare se aud comenzile date de prințesă repetate de străjile acesteia. Aria lui Calaf începe ca un ecou a ceea ce a fost poruncit. 
„Nessun dorma! Nessun dorma! Tu pure, o Principessa, nella tua fredda stanza, guardi le stelle che tremano d'amore, e di speranza!”
(Traducere în română - „Nimeni să nu doarmă! Nimeni să nu doarmă! Chiar și tu, o, prințesă, în dormitorul tău rece, privește stelele care tremură pline de dragoste și de speranță.”)
„Ma il mio mistero è chiuso in me; il nome mio nessun saprà! No, No! Sulla tua bocca lo dirò quando la luce splenderà!”
(Traducere în română - „Dar secretul meu este ascuns în mine; nimeni nu va afla numele meu! Nu, nu! Îl voi spune doar buzelor tale când lumina va străluci!”)
„Ed il mio bacio scioglierà il silenzio che ti fa mia!”
(Traducere în română - „Și sărutul meu va topi tăcerea care te face să fii a mea!”)
Cu puțin înainte de sfârșitul ariei, un cor de femei se aude în depărtare:
„Il nome suo nessun saprà... E noi dovrem, ahimè, morir, morir!”
(Traducere în română - „Nimeni nu va afla numele său... Și noi toți va trebui, vai!, să murim!”)
Calaf, de pe acum sigur de victoria sa, cântă:
„Dilegua, o notte! Tramontate, stelle! Tramontate, stelle! All'alba vincerò! Vincerò! Vincerò!”
(Traducere în română - „Dispari, o, noapte! Culcați-vă, stele! Culcați-vă, stele! În zori voi câștiga! Voi câștiga! Voi câștiga!”)
În timpul spectacolului, finalul „Vincerò!” („Voi câștiga!”) este de obicei interpretat ca un puternic B4, urmat de nota finală, un A4 chiar mai puternic și mai lung, deși Puccini însuși nu specificase cum ar trebui să fie interpretate cele două note. Aceste note muzicale sunt printre cele mai puternice din registrul vocal al unui tenor. 
Întrucât Puccini a murit înaintea scrierii integrale a actului al treilea, și deci a finalului operei, există mai multe variante de terminare a operei Turandot. În cazul completării actului al treilea în varianta propusă de Alfano, tema muzicală Nessun dorma produce o apariție triumfală la sfârșitul operei. În cazul variantei propuse de Berio există o accentuare similară a temei Nessun dorma (respectând, de altfel, dorința lui Puccini), dar cu o orchestrare mai discretă. 

## Înregistrări selectate
Aici este o selecție a înregistrărilor unor tenori care includ și piesa „Nessun dorma”.
- The Very Best of Beniamino Gigli (EMI Classics)
- The Very Best of Jussi Björling (EMI Classics)
- The Very Best of Franco Corelli (EMI Classics)
- Pavarotti Forever (Decca)
- The Essential Plácido Domingo (Deutsche Grammophone)